# Daniel Anrig
Daniel Rudolf Anrig (Walenstadt, 10 juli 1972) is een voormalig commandant van de pauselijke Zwitserse Garde.
Anrig werd geboren in het Zwitserse kanton Sankt Gallen. Hij studeerde af in civiel en canoniek recht aan de universiteit van Freiburg. van 1999 tot 2001 was hij assistent hoogleraar civiel recht aan dezelfde universiteit. Van 2002 tot 2006 was hij het hoofd van de Kriminalpolizei in het kanton Glarus. Hierna was hij hoofdcommandant van politie in Glarus.  Anrig is getrouwd en heeft vier kinderen.
Op 19 augustus 2008 werd Anrig door paus Benedictus XVI aangesteld als 34ste commandant van de pauselijke Zwitserse Garde. Hij volgde Elmar Mäder op die sinds 2002 commandant was.
Op 4 december 2014 werd bekend dat paus Franciscus Anrig per 31 januari 2015 ontslag zou verlenen. Dit ontslag was naar alle waarschijnlijkheid niet vrijwillig. Anrig en paus Franciscus waren het niet altijd eens over de protocollaire gang van zaken en de veiligheidsmaatregelen. Anrigs opvolger werd Christoph Graf, onder Anrig de tweede man bij de Garde.
Opmerkelijk was dat Daniel Anrig heeft aangegeven niet afwijzend te staan ten aanzien van de toelating van vrouwen tot de Zwitserse Garde.